# روبرت إدوارد غورني
روبرت إدوارد غورني (بالإنجليزية: Robert Edward Gurney)‏ هو كاتب بريطاني، ولد في 11 أكتوبر 1939.